# Pyrrhia suffusa
Pyrrhia suffusa är en fjärilsart som beskrevs av Barend J. Lempke 1941. Pyrrhia suffusa ingår i släktet Pyrrhia och familjen nattflyn. Inga underarter finns listade.